# Sedé Bóqer
Sedé Bóqer (en hebreu: שדה בוקר) és un quibuts israelià. La població es troba en el desert del Nègueb, en el Districte del Sud. Aquest quibuts és conegut per haver estat el lloc de retir de l'ex-primer ministre d'Israel, David Ben-Gurion. El municipi de Sedé Bóqer, pertany al consell regional dels Alts del Nègueb. En 2014 el nombre d'habitants d'aquesta vila era 426 persones.

## Història
Una granja o un petit poble agrícola existia allà a començaments del període islàmic, des de finals del segle setè, fins a principis del segle novè. Restes de dotzenes d'estructures existeixen, entre elles una mesquita propera on s'han trobat centenars d'inscripcions en àrab.
El quibuts va ser establert en el dia 15 de maig de 1952. L'any 1953, el primer ministre Ben-Gurion, va renunciar al seu càrrec, i va marxar a viure al quibuts. Malgrat que va tornar a la política l'any 1955, va continuar vivint en el quibuts fins a la seva mort l'any 1973, quan va ser enterrat a prop de la vila de Midreshet Ben-Gurion, al costat de la seva esposa Paula. Ben Gurion va anar a viure al quibuts degut a la seva visió de conrear l'àrid desert del Nègueb, i de construir-hi pobles, i assentaments com Yeruham o Dimona. Ben Gurion creia que eventualment el Nègueb seria la llar de molts jueus que emigrarien a Israel, i sentia que Sedé Bóqer era un exemple que calia seguir. En les seves notes, Ben-Gurion sovint escriu sobre els seus esforços per desenvolupar l'àrid desert del Nègueb. Sedé Bóqer és ben conegut per les seves tendes beduïnes. La llar de David i Paula Ben Gurion ha estat convertida en un museu.